# لهجات زناتية
اللغات الزناتية هي مجموعة من اللغات الأمازيغية الشمالية المُتحدّث بها في شمال أفريقيا. سُميت نسبة إلى قبيلة الزناتة التي عاشت في القرون الوسطى من طرف اللغوي الفرنسي Edmond Destaing سنة 1915.
وتنقسم الزناتية إلى:
- لغات ريفية.
- لغات مزاب - ورقلة.
- لغات زناتية شرقية.
- زناتية شرق المغرب.
- الأمازيغية اليزناسنية
- لغة شاوية.
- لهجة شناوية